# Penisola di Kasaan
La penisola di Kasaan (Kasaan Peninsula) si trova nell'isola Principe di Galles (Prince of Wales Island) e fa parte dell'arcipelago Alessandro, nell'Alaska sud-orientale (Stati Uniti d'America). Amministrativamente appartiene alla Census Area di Prince of Wales-Hyder dell'Unorganized Borough. L'isola si trova inoltre all'interno della Tongass National Forest.

## Storia - Etimologia
Il nome della penisola deriva dalla omonima baia da un nome indiano Haida "Kazarn Bay" o "Kazarn Bay" pubblicato dal capitano marittimo M. D. Tebenkov, della Marina Imperiale Russa nel 1852. In seguito il nome fu ripreso e pubblicato come "Kasa-an Bay" nel 1883 dal United States Coast Pilot degli Stati Uniti d'America.
I russi furono i primi a sfruttare le risorse della penisola (giacimenti di rame).

## Centri abitati e accessibilità
Nella penisola di Kasaan (parte interna nella baia omonima) si trova l'abitato di Kasaan.
Strade. Presso il lago di Control (Control Lake) 55°41′45″N 132°52′38″W inizia la strada "Thorne Bay Rd" che proseguendo verso est collega la cittadina di Thorne Bay 55°40′38″N 132°33′22″W (distanza: 20 chilometri dal bivio), dalla quale si dirama verso sud la strada "S Thorne Bay Rd" che collega Thorne Bay con Kasaan 55°32′30″N 132°24′07″W a circa 20 chilometri più a sud.

## Geografia

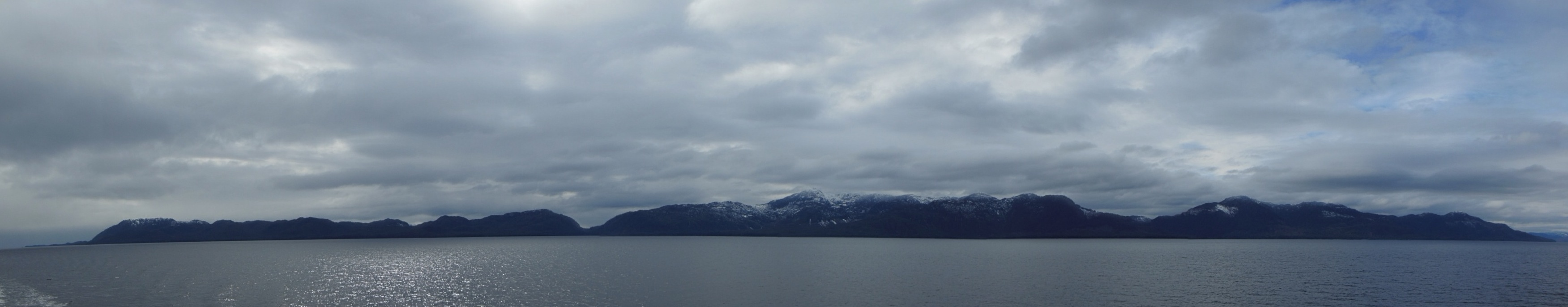
La penisola

La penisola posizionata nella metà orientale dell'isola Principe di Galles con un orientamento nord-ovest / sud-est, si trova tra la baia di Kasaan (Kasaan Bay) a occidente e lo stretto di Clarence (Clarence Strait) a oriente. È percorsa da una bassa catena montuosa che costituisce la spina dorsale della penisola con altitudini comprese tra 400 - 800 metri. Le coste sono brusche con pochi ripari. La penisola di Kasaan è densamente boscosa di abeti rossi. La lunghezza è di circa 29 chilometri con una larghezza massima di circa 9 chilometri.

### Masse d'acqua
Intorno alla penisola sono presenti le seguenti masse d'acqua (da nord in senso orario):
- Baia di Tolstoi (Tolstoi Bay)[5] 55°39′08″N 132°25′42″W - La baia si insinua profondamente a nord della penisola e sembra dividerla dal resto dell'isola Principe di Galles. Questa baia delimita la parte più settentrionale della penisola.
- Stretto di Clarence (Clarence Strait)[6] 55°59′20″N 132°36′57″W - Lo stretto è un lungo canale di oltre 200 chilometri e divide le coste della penisola Kasaan dalla penisola di Cleveland (Cleveland Peninsula).
- Baia di Windfall (Windfall Harbor)[7] 55°36′09″N 132°20′36″W - La baia si trova sullo stretto di Clarence (Clarence Strait).
- Baia di Lyman (Lyman Anchorage)[8] 55°32′35″N 132°17′20″W - La baia si trova sullo stretto di Clarence (Clarence Strait).
- Stretto di Grindall (Grindall Passage)[9] 55°27′02″N 132°09′09″W - Il passaggio marino, lungo 1,5 chilometri e ampio 640 metri, divide l'isola di Grindall (Grindall Island) dalla punta più a sud della penisola di Kasaan (Kasaan Peninsula).
- Baia di Poor Man (Poor Man Bay)[10] 55°32′54″N 132°25′54″W - La baia si trova a nord della località di Kasaan tra i promontori Sunny Hat e Adams.
- Baia di Mills (Mills Bay )[11] 55°34′43″N 132°29′14″W - La baia si trova nella parte nord della baia di Kasaan, a est della baia di Karta (Karta Bay).
- Baia di Karta (Karta Bay)[12] 55°34′19″N 132°32′29″W - L'ampia baia di Karta si trova nella parte nord della baia di Kasaan e delimita la penisola sul lato occidentale.

### Promontori
Nella penisola sono presenti alcuni promontori (da nord in senso orario):
- Promontorio di Tolstoi (Tolstoi Point)[13] 55°40′07″N 132°23′27″W - Il promontorio, con una elevazione di 36 metri, si trova all'entrata est della baia di Tolstoi (Tolstoi Bay).
- Promontorio di Figgins (Figgins Point)[14] 55°33′12″N 132°18′11″W - Il promontorio, con una elevazione di 7 metri, si trova all'entrata nord della baia di Lyman (Lyman Anchorage).
- Promontorio di Sawmill (Sawmill Point)[15] 55°32′13″N 132°17′26″W - Il promontorio si trova all'interno della baia di Lyman (Lyman Anchorage).
- Promontorio di Lyman (Lyman Point)[16] 55°32′13″N 132°17′26″W - Il promontorio, con una elevazione di 7 metri, si trova all'entrata sud della baia di Lyman (Lyman Anchorage).
- Promontorio di Grindall (Grindall Point)[17] 55°27′22″N 132°09′30″W - Il promontorio, con una elevazione di 35 metri, si trova all'estremo sud della penisola di Kasaan (Kasaan Peninsula).
- Promontorio di Sunny Hat (Sunny Hat Point)[18] 55°32′23″N 132°32′23″W - Il promontorio si trova a 1 chilometro a nord-ovest di Kasaan.
- Promontorio di Adams (Adams Point)[19] 55°33′02″N 132°26′18″W - Il promontorio, con una elevazione di 53 metri, si trova a 3,2 chilometro a nord-ovest di Kasaan.

### Fiumi
Principali fiumi della penisola (le coordinate si riferiscono alla foce):
- Fiume Linkum (Linkum Creek)[20] 55°32′22″N 132°23′55″W - Il fiume, lungo circa 2,9 chilometri, nasce tra il monte Jacobs (Jacobs Mountain) e il monte Kasaan (Kasaan Mountain), e sfocia nei pressi di Kasaan.
- Fiume Poor Man (Poor Man Creek)[21] 55°33′04″N 132°25′59″W - Il fiume, lungo circa 2,6 chilometri, nasce da un piccolo lago nella penisola di Kasaan (Kasaan Peninsula), e sfocia a nord di Kasaan nella baia di Poor Man (Poor Man Bay)

### Monti
Elenco dei monti presenti nella penisola:
| Nome del monte                   | Quota (m s.l.m.) (quota indicata da un'altra fonte) | Coordinate             | Note e idrografia                                               |
| -------------------------------- | --------------------------------------------------- | ---------------------- | --------------------------------------------------------------- |
| Monte Tolstoi (Tolstoi Mountain) | 500 (582)                                           | 55°38′45″N 132°22′59″W | Il monte domina la baia omonima.                                |
| Monte Jacobs (Jacobs Mountain)   | 654 (722)                                           | 55°34′09″N 132°21′41″W | Il monte si trova nella penisola di Kasaan (Kasaan Peninsula)   |
| Monte Kasaan (Kasaan Mountain)   | 780 (867)                                           | 55°32′37″N 132°21′29″W | È il monte più alto della penisola di Kasaan (Kasaan Peninsula) |
| Monte Andrew (Mount Andrew)      | 428                                                 | 55°31′03″N 132°18′07″W | Il monte si trova nella penisola di Kasaan (Kasaan Peninsula)   |

## Alcune immagini

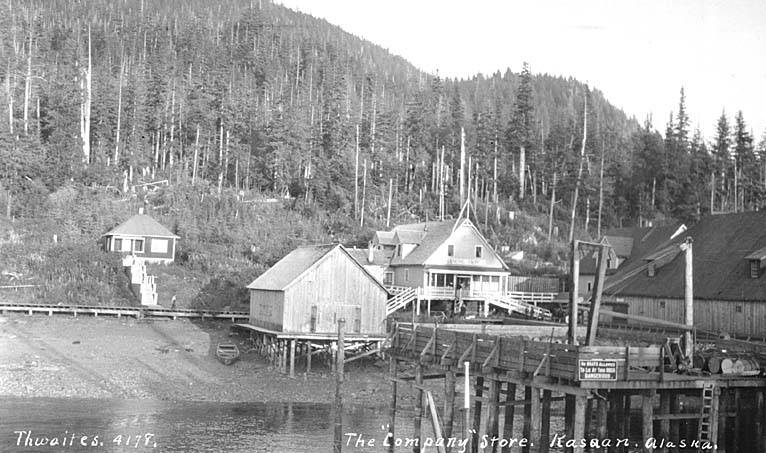
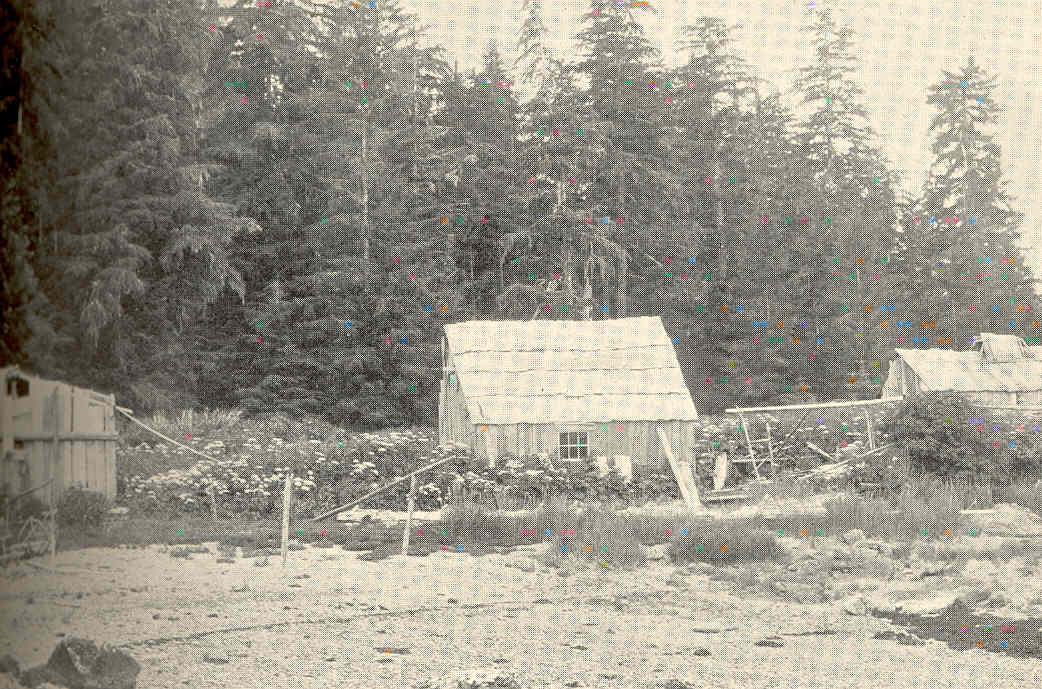
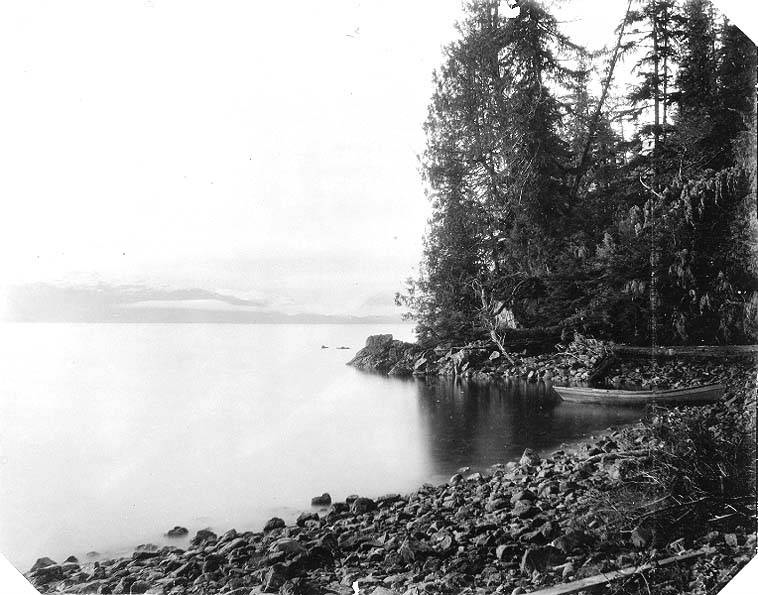
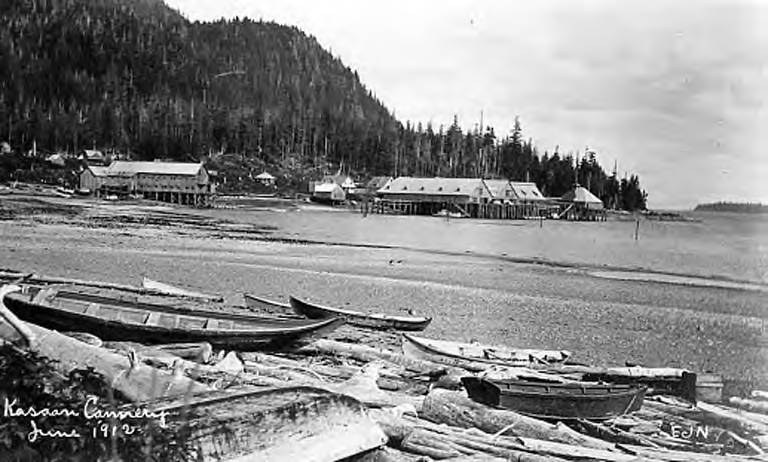
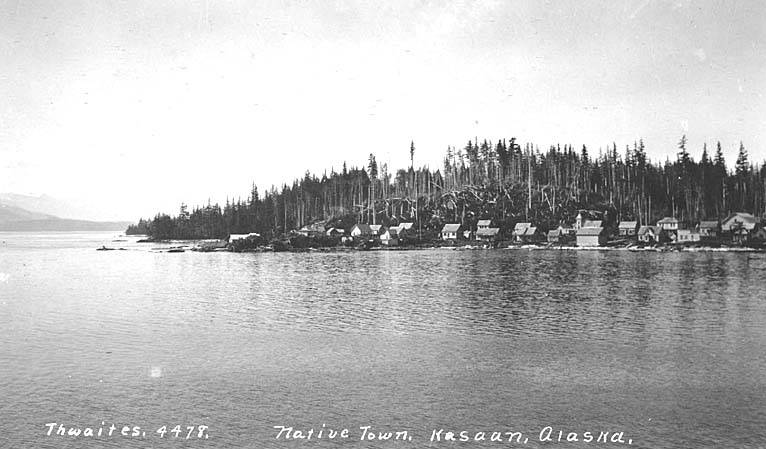